# Xun
Xun hay còn gọi xinh (danh pháp khoa học: Anacolosa poilanei) là một loài thực vật có hoa trong họ Olacaceae. Loài này được Gagnep. mô tả khoa học đầu tiên năm 1947.